# Pigmentiphaga daeguensis
Pigmentiphaga daeguensis es una especie de  bacteria gramnegativa del género Pigmentiphaga. Fue descrita en el año 2007. Su etimología hace referencia a Daegu, en Corea del Sur. Es aerobia e inmóvil. Tiene un tamaño de 0,3-0,6 μm de ancho por 0,7-2,5 μm de largo Forma colonias circulares o irregulares, de color amarillo-blanco en agar TSA tras 3 días de incubación. Temperatura de crecimiento entre 15-46 °C, óptima de 37 °C. Tiene un contenido de G+C de 67,4%. Se ha aislado de aguas residuales de una tintorería en Daegu, Corea del Sur.